# 空知神社
空知神社（そらちじんじゃ）は、北海道美唄市のほぼ中心に鎮座する、神社本庁包括下（北海道神社庁空知支部管内）の神社で、旧社格は県社。

## 沿革
1891年（明治24年）、この年、屯田兵の砲兵隊が配置され、騎兵・工兵の特科隊移住による開村と同時に神社が創祀された。
1894年（明治27年）10月、屯田騎兵隊160戸と市街地有志が神社を造営。
1901年（明治34年）9月16日、無格社に列格、社名を美唄神社から空知神社に改称。
1903年（明治36年）、新社殿落成、屯田騎兵隊本部に隣接する現在地に移転。
1911年（明治44年）12月28日、村社に列格。
1925年（大正14年）2月16日、新社殿落成、郷社に列格。
1933年（昭和8年）8月12日、県社に列格。
2009年（平成21年）4月、第16代宮司が就任（北海道神社庁参事が兼務）。これをきっかけに諸事情から衰退状況にあった神社を再興、活性化すべく、同年8月に氏子会が新たに結成され、9月11日、途絶えていた神輿渡御が8年ぶりに復活。
2011年（平成23年）8月、第16代宮司は兼務という実状のため、土日のみの常駐だったこともあり、正式に第17代宮司が就任。

## 祭神
- 天照大神（アマテラスオオミカミ）
- 大穴牟遅神（オオナムチノカミ）
- 少彦名神（スクナヒコナノカミ）
- 大山祇神（オオヤマズミノカミ）
- 埴安姫神（ハニヤスヒメノカミ）
- 宇迦之御魂神（ウカノミタマノカミ）

## 祭事・年間行事
- 1月1日 元旦祭
- 1月15日 成人祭
- 1月16日 どんど祭
- 2月3日 節分祭
- 2月11日 紀元祭、初午祭
- 2月17日 祈年祭
- 3月21日 祖霊祭
- 6月10 - 12日 春大祭
- 6月30日 夏越祭
- 9月10 - 11日 例祭
- 9月23日 祖霊祭
- 10月15日 七五三祭
- 11月3日 明治節祭
- 11月23日 感謝祭
- 12月23日 天長祭
- 12月31日 大祓祭、除夜祭

## 文化財
- 神輿 - ケヤキ製、浅草で製作、1961年（昭和36年）に奉納
- 水松 - 推定樹齢900年、美唄市指定

## 崇敬団体
- 空知神社氏子会

## 交通
- JR美唄駅より徒歩約10分。